# Sfântu Gheorghe, Mureș
Sfântu Gheorghe este un sat ce aparține orașului Iernut din județul Mureș, Transilvania, România. Se află la o distanță de aproximativ 2 km de Iernut.

## Demografie
Conform Recensământului din anul 2022 populația localității este de 407 locuitori, în creștere față de cei 357 locuitori înregistrați la ultimul recensământ. Din punct de vedere etnic, majoritatea locuitorilor sunt români (89%), dar exitstă și o minoritate de romi (11%) și maghiari (1%). Din punct de vedere confesional, majoritatea locuitorilor sunt ortodocși, dar și penticostali. 

## Istoric
Satul a luat naștere după bombardamentele satului vecin Oarba de Mureș din Al Doilea Război Mondial, populatia afectata de război, așezându-se in josul dealului, lângă Râul Mureș.
Așezare rurală daco-romană, pe malul drept al Mureșului, în punctul "Pe șes".
Aici se află și o tabără de sculptură, cu foarte multe lucrări de sculptori renumiți sau mai puțini cunoscuți.

## Galerie de imagini

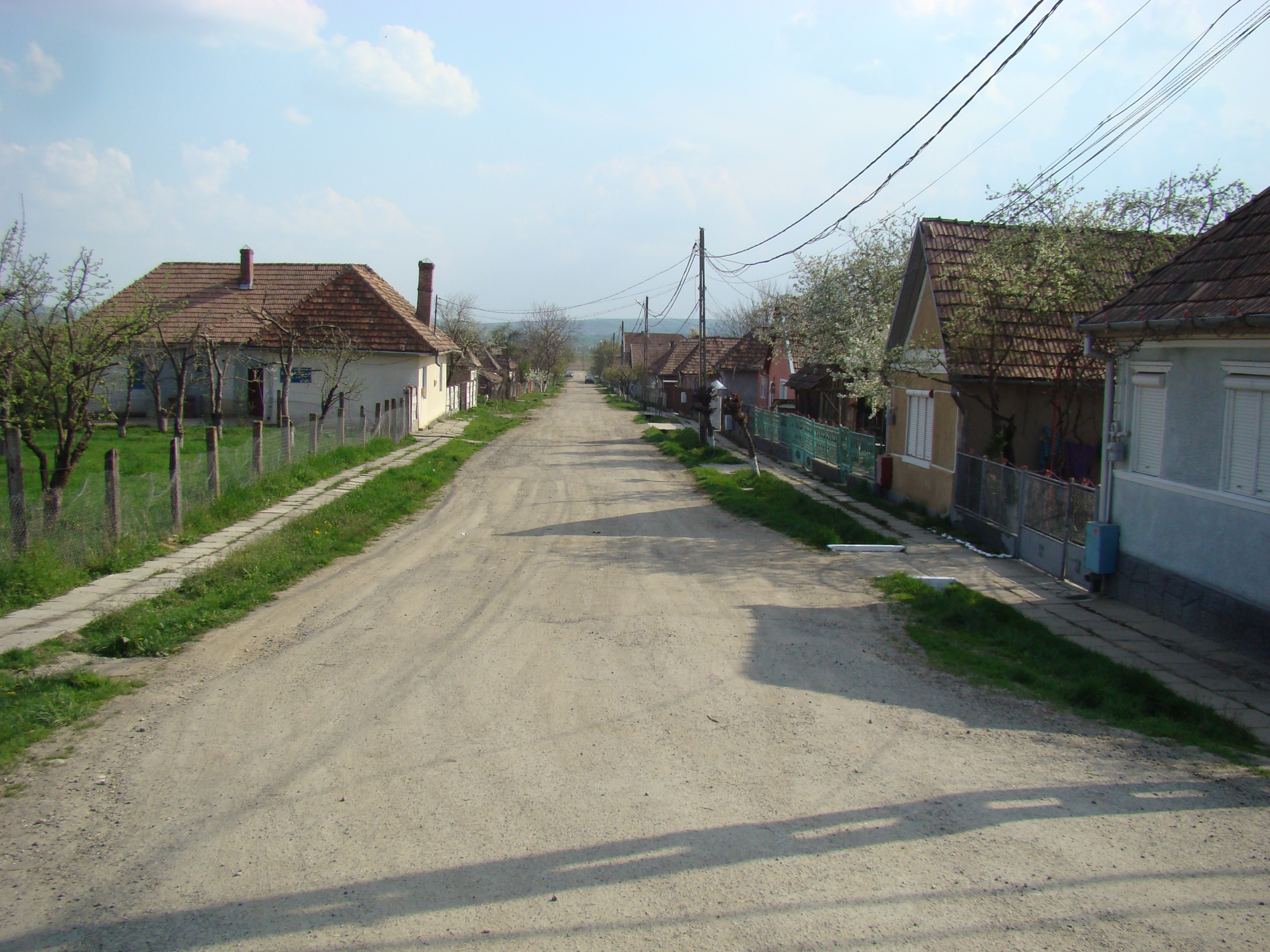
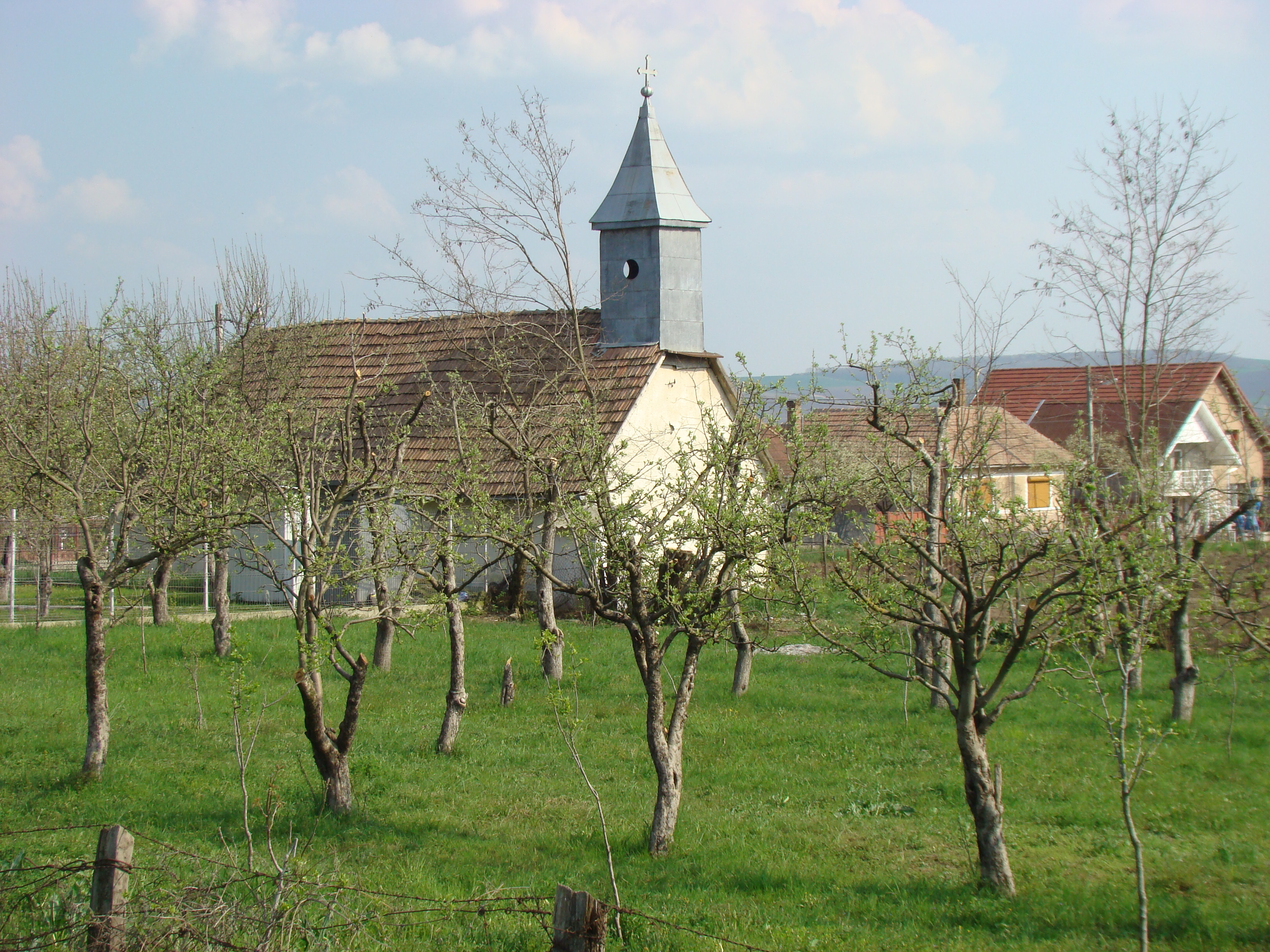
Biserica de lemn (monument istoric)
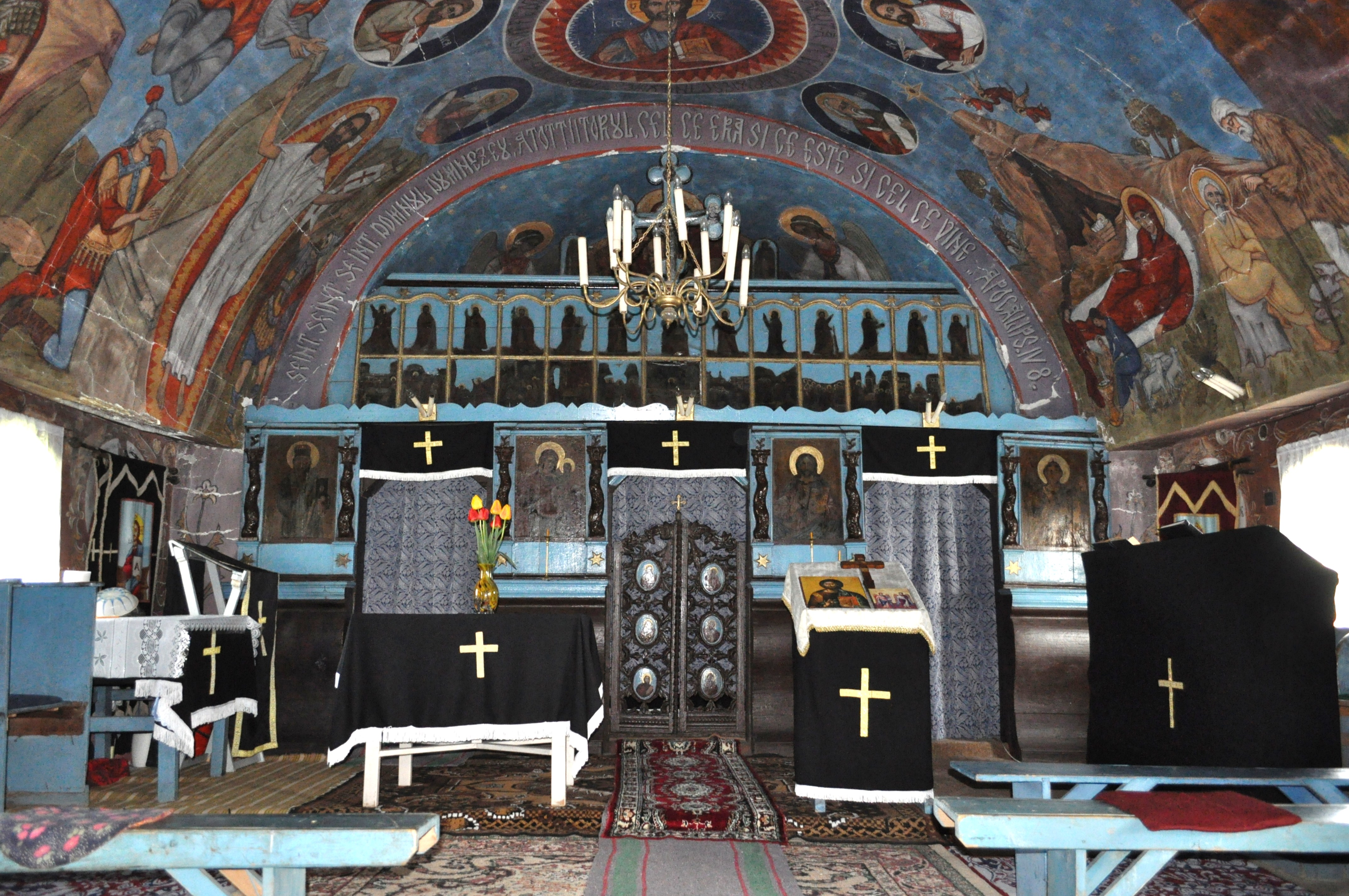
Biserica de lemn (interior)
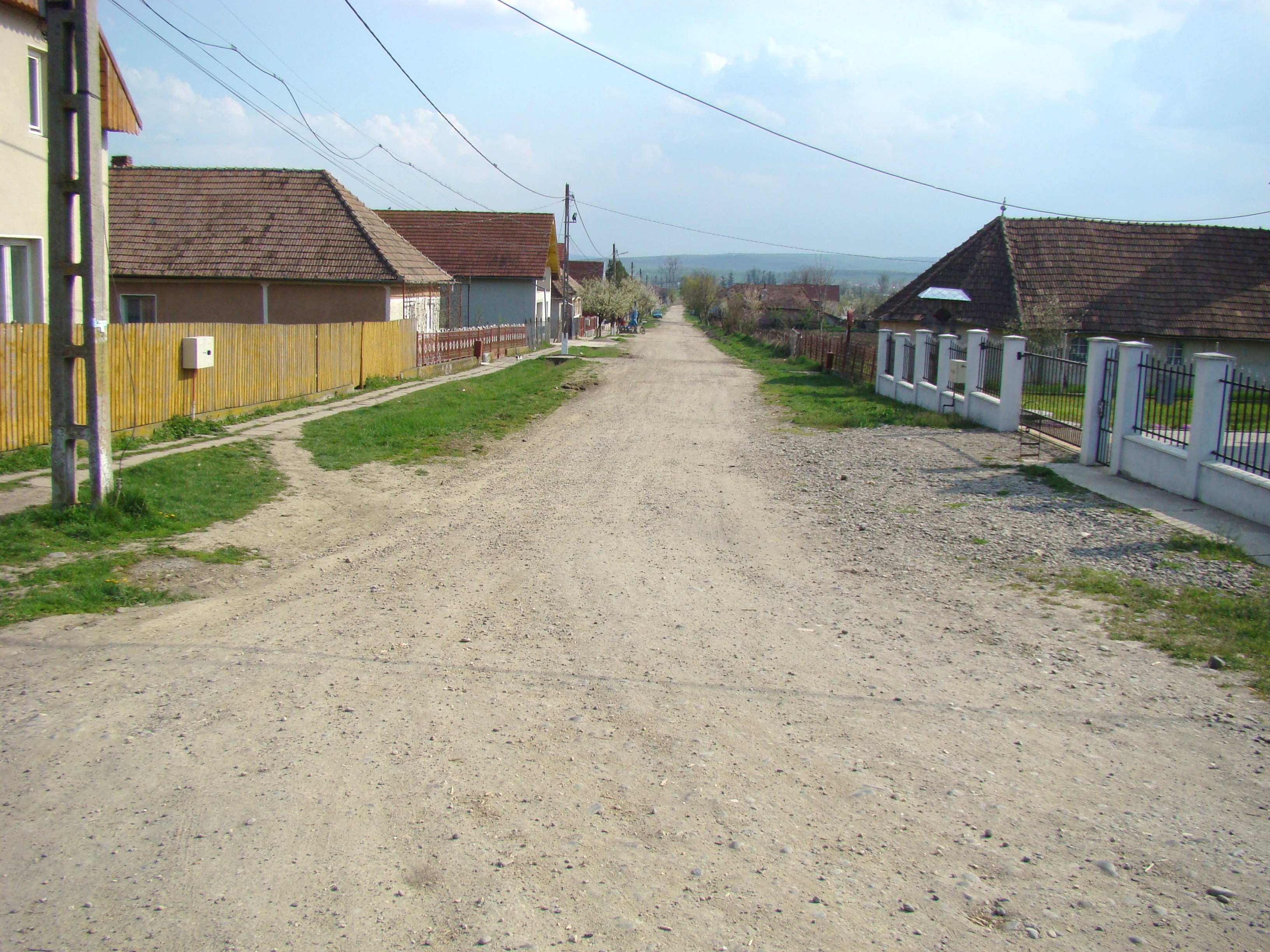
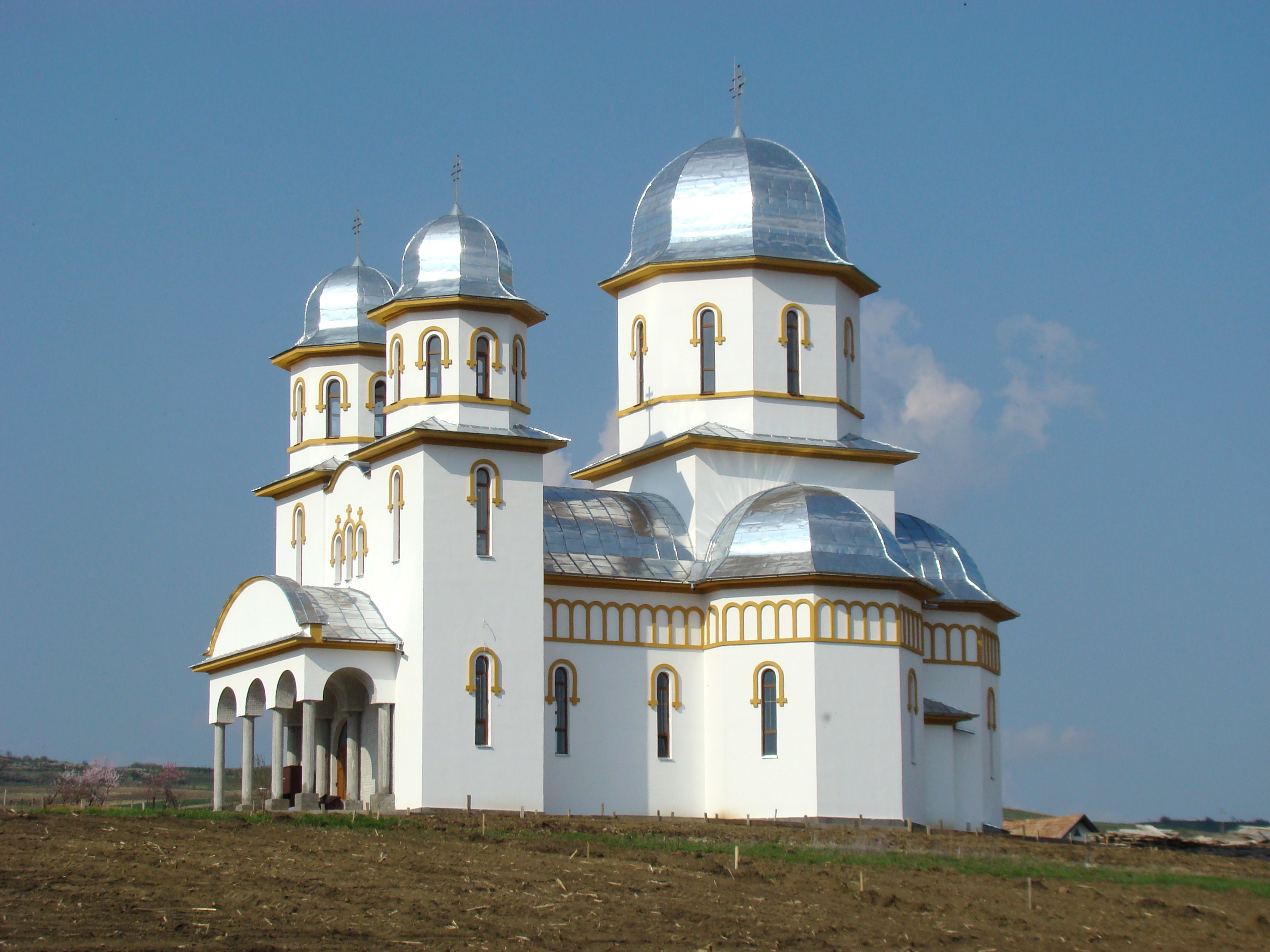
Biserica nouă de zid